# Fritz Gause
Pour les articles homonymes, voir Gause.
Fritz Gause (né le 4 août 1893 à Königsberg et mort le 24 décembre 1973 à Essen) est un professeur de lycée, historien et archiviste allemand.

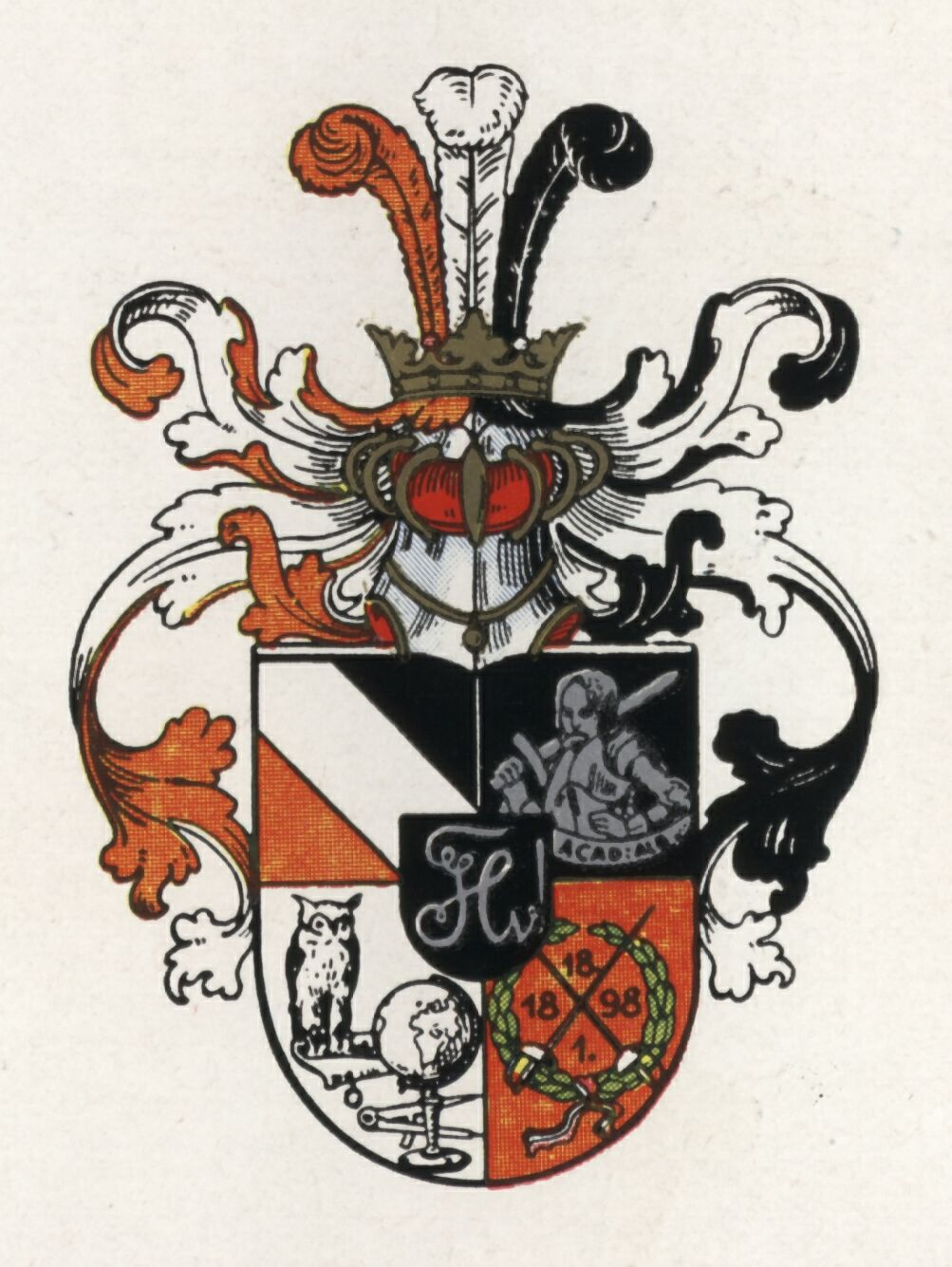
Hohenstaufen

## Biographie
Les parents de Gause sont August Gause, directeur de magistrat du maire de Königsberg, Siegfried Körte, et sa femme Margarete née Hunke. La famille vit à Kalthof (Königsberg) (de) de 1905 à 1945.
Fritz Gause étudie au Collège Fridericianum et, après avoir obtenu son diplôme d'études secondaires, étudie l'histoire, l'allemand et la géographie à l'Université Albert de Königsberg. Il est membre de l'Association scientifique Hohenstaufen de l'Association allemande des scientifiques (de). Il sert comme volontaire de guerre dans l'artillerie de campagne sur le front de l'Est. Après la Première Guerre mondiale, il peut terminer ses études le 16 décembre 1921 en obtenant un doctorat. Par la suite, il est enseignant toute sa vie, toujours dans des écoles de filles. Depuis 1923 et de nouveau depuis le rétablissement en 1950, il est un membre engagé de la Commission historique pour la recherche d'État de Prusse-Orientale et Occidentale.
Gause est entré dans l'enseignement peu de temps auparavant et devient conseiller d'études au lycée supérieur Goethe de Königsberg. En 1938, la ville lui confie la gestion des archives de la ville de Königsberg (de) et la gestion du musée d'histoire de la ville de Königsberg (de). Il reste aux deux postes jusqu'en 1945, toujours consacré à la science, mais est déployé au front pendant la Seconde Guerre mondiale malgré des problèmes de santé. Blessé à sept reprises, il est fait prisonnier en Pologne à la fin de la guerre, dont il est libéré en 1947. Il vient à Essen, où il enseigne en tant que professeur dans un lycée de filles et prend sa retraite en 1959 en tant que professeur principal. La municipalité de Königsberg (de) l'a élu président en 1967. Sous son égide, le musée de la ville de Königsberg (de) est construit dans la ville parraine de Königsberg, Duisbourg et inauguré en octobre 1968.
Après la Seconde Guerre mondiale, Gause est l'un des protagonistes des recherches nouvellement constituées sur l'Est, dont le thème central est la fuite et l'expulsion des Allemands d'Europe centrale et orientale de 1945 à 1950. Son histoire de la Prusse (1966) reflète principalement la position de front contre la « puissance étrangère » russe, qui n'est pas autorisée à déterminer le sort de la région à long terme. Son portrait est lié aux traditions du concept de germanisme et de la confrontation avec la Pologne. Par rapport à Hermann Aubin (de), Gause insiste sur le terme « Allemagne de l'Est » au lieu de « Europe centrale orientale » afin de souligner la part allemande dans l'histoire de la région. Gause écrit une histoire en trois volumes de la ville de Königsberg en Prusse ainsi qu'une série d'articles pour la nouvelle biographie allemande et continue l'Altpreußische Biographie avec Kurt Forstreuter. Il décède en 1973 la veille de Noël à l'âge de 80 ans. Il est enterré dans le cimetière du parc d'Essen (de).

## Honneurs
- Bouclier prussien (de) (1963)
- Ordre fédéral du Mérite, croix du Mérite de 1re classe (1964)
- Professeur, nommé par le gouvernement de Rhénanie du Nord-Westphalie (de) (1972)[7]

## Travaux
- Der Kämmereibesitz der Stadt Königsberg im 19. Jahrhundert. Gräfe und Unzer (de), Königsberg i. Pr. 1924.
- Die Russen in Ostpreußen 1914/15. Gräfe und Unzer, Königsberg 1931.
- Neue Ortsnamen in Ostpreußen seit 1800. Königsberg : Gräfe & Unzer, 1935. Verein für Familienforschung in Ost- u. Westpreußen, Hamburg 1983  (ISBN 3-922953-53-0).
- Krollmanns wissenschaftliches Werk. Königsberg : Graph. Kunstanst., 1936
- Erbe und Aufgabe des deutschen Ostens. Gräfe u. Unzer, München 1955.
- Geschichte des Amtes und der Stadt Soldau. Institut Herder de Marbourg 1958 (2. Neudruck. E. Meier, Oberhausen 1998  (ISBN 3-931577-13-9)).
- Ostpreußen. Burkhard-Verlag Heyer, Essen 1958.
- Das Königsberger Friedrichskollegium, 1959.
- Die Geschichte der Stadt Königsberg in Preußen, 3 Bde. Böhlau, Köln Wien 1965–1971 (Auch: ebenda 1996  (ISBN 3-412-08896-X)).
- Deutsch-slawische Schicksalsgemeinschaft. Holzner, Würzburg 1967.
- Die Mittelalterliche deutsche Ostsiedlung. Klett, Stuttgart 1969.
- Acta Prussica. Holzner, Würzburg 1968.
- Königsberg, so wie es war. Droste, Düsseldorf 1983  (ISBN 3-922953-53-0).
- Geschichte des Preußenlandes. Rautenberg, Leer 1966  (ISBN 3-7921-0005-3) (Auch 1970, 1986).
- Königsberg in Preußen. Die Geschichte einer europäischen Stadt. Rautenberg, Leer 1987  (ISBN 3-7921-0345-1).
- Kant und Königsberg bis heute. Rautenberg, Leer 1989  (ISBN 3-7921-0418-0).
- Ostpreußen und Westpreußen. Kleine Geschichte des Preußenlandes. Rautenberg, Leer 1994  (ISBN 3-7921-0535-7).